# Will Estes
 (mars 2012).
Si vous disposez d'ouvrages ou d'articles de référence ou si vous connaissez des sites web de qualité traitant du thème abordé ici, merci de compléter l'article en donnant les références utiles à sa vérifiabilité et en les liant à la section « Notes et références ».
William Estes Nipper, dit Will Estes, est un acteur américain né le 21 octobre 1978 à Los Angeles, en Californie (États-Unis).

## Biographie
William Estes Nipper n'a aucun lien de parenté avec l'acteur Rob Estes (90210). Will Estes a déjà à son actif un grand nombre de rôles à la télévision. Il a débuté en 1984 dans le soap Santa Barbara dans lequel il a joué jusqu'en 1993.
De 1989 à 1991, il a aussi été le protagoniste de la série The New Lassie, une nouvelle version de Lassie qui contient 52 épisodes. L'acteur a en 1993 son premier échec avec la série It Had to Be You (en) qui ne durera qu'un mois sur CBS.
En 1995, il revient dans la sitcom Kirk sur la WB puis en 1997, on le voit dans l'excentrique sitcom Meego, dont seulement une dizaine d'épisodes seront diffusés.
L'année suivante, on le retrouve de nouveau sur la WB dans la sitcom Kelly Kelly. Là encore, ce n'est pas un grand succès : la série est annulée au bout de 7 épisodes.
En 2000, il joue dans le clip du groupe Bon Jovi, It's my life.
En 2002, il devient JJ Pryor dans la série Mes plus belles années.
Will a été Andrew Nayloss dans la série Sept à la maison en 1995 (dans quatre épisodes) et en 2000 (dans cinq épisodes), ainsi que Hunter Reeves dans Les Incroyables Pouvoirs d'Alex en 1997.
Estes a aussi joué au cinéma dans une dizaine de films dont U-571. Depuis 2010, il joue le rôle de Jamison « Jamie » Reagan, l'un des rôles principaux, dans la série Blue Bloods au côté de Donnie Wahlberg et Tom Selleck. En 2012, il tient le rôle de Morgan Pierce dans le téléfilm américain L'Ombre de la peur auprès de Amanda Righetti qui est notamment connue pour son rôle de l'agent Grace Van Pelt dans Mentalist. Ils ont d'ailleurs joué tous les deux dans la série Réunion : Destins brisés.

## Filmographie

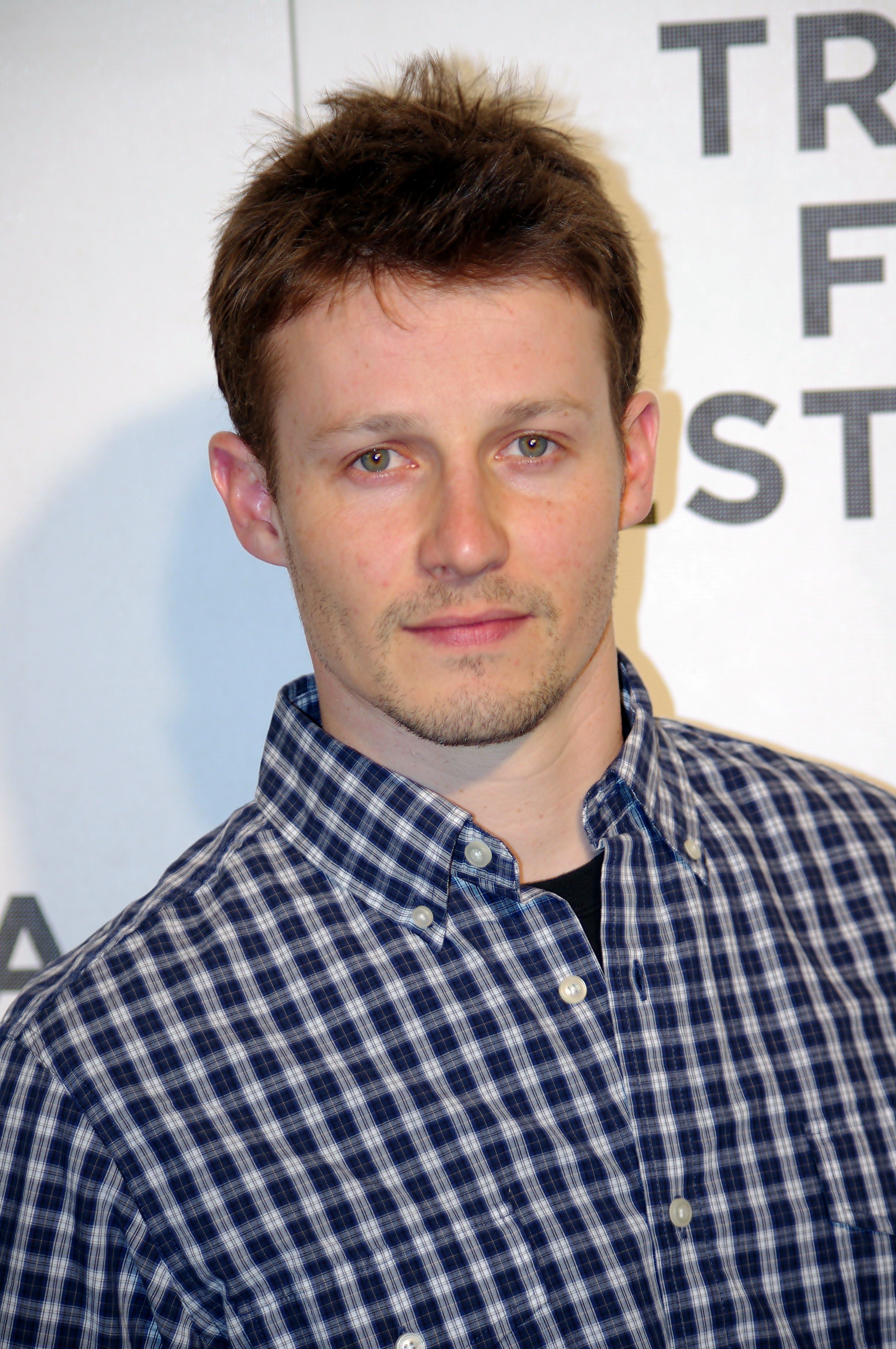
Will Estes au festival du film de Tribeca, 2011.

### Cinéma
- 1991 : Sacré sale gosse de Peter Faiman : Teddy (crédité Will Nipper)
- 1991 : The Last Halloween (en)de Savage Steve Holland : Michael (crédité Will Nipper)
- 1993 : Le Voyage d'Edgar dans la forêt magique de Charles Grosvenor : Willy (crédité Will Nipper)
- 1995 : Le Patchwork de la vie de Jocelyn Moorhouse : garçon à la fête
- 1999 : Blue Ridge Fall de James Rowe : Taz
- 2000 : U-571 de Jonathan Mostow : Ronald Parker
- 2001 : Terror Tract de Clint Huchitson : Sean Goodwin
- 2001:  Mimic 2 : Le Retour ! de Jean de Segonzac : Nicky
- 2001 : New Port South de Kyle Cooper : Chris
- 2002 : May de Lucky McKee : Chris
- 2009 : Pas Depuis Toi de Jeff Stephenson : Billy Sweetzer
- 2011 : Magic Valley : Jimmy Duvante
- 2012 : The Dark Knight Rises de Christopher Nolan : Officier de police Simon Jansen
- 2013 : Line of Duty de Bryan Ramirez : le dealer
- 2013 : Automotive de Tom Glynn : Kansas
- 2015 : Anchors de David Wexler : Dylan

### Télévision
- 1988 - 1989 : Les Routes du paradis : Samuel Hays (à l'âge de 7 ans) / Louis (à l'âge de 11 ans) (2 épisodes : saison 4, épisode 19; saison 5, épisode 13)
- 1989 - 1991 : Les Nouvelles Aventures de Lassie (en) (The New Lassie) : Will McCullough (saisons 1 et 2)
- 1994 : Notre belle famille : Kevin Philips (saison 4, épisode 7)
- 1994 : La Fête à la maison : Andrew (saison 8, épisodes 23 & 24)
- 1994 - 1997 Les Incroyables Pouvoirs d'Alex : Hunter Reeves (6 épisodes)
- 1995 - 1996 : Kirk (en) : Cory Hartman (saisons 1 & 2)
- 1996 : Incorrigible Cory : Dylan (saison 4, épisode 2)
- 1997 : Meego : Trip Parker (saison 1)
- 1997 : Diagnostic : Meurtre : Eric Fincher (saison 5, épisode 19)
- 1999 - 2000: Sept à la maison : Andrew Nayloss (saison 4, épisodes 6, 12, 21 & 22; saison 5, épisode 1)
- 2000 : Le Fugitif : Jesse Larson (saison 1, épisode 3)
- 2002 - 2004 : Mes plus belles années : JJ Pryor (saisons 1, 2 & 3)
- 2004 : See You in My Dreams (TV) : Ben
- 2005 : Réunion : Destins brisés : Will Malloy
- 2006 : New York, unité spéciale : Adam Halder (saison 7, épisode 17)
- 2008 : Eleventh Hour : Kevin Pierce (saison 1, épisode 7)
- 2009 : US Marshals : Protection de témoins : Henry Atkins/Henry Adams (saison 2, épisode 1)
- 2010 - 2024 : Blue Bloods : Jamison « Jamie » Reagan
- 2012 : L'Ombre de la peur : Morgan Pierce